# Теа Гарет
Теа Гарет (на английски: Thea Garrett), е малтийска певица, която представя Малта на Евровизия 2010 в Осло с песента My Dream.